# Lo scandalo Modigliani
Lo scandalo Modigliani (The Modigliani Scandal) è il primo romanzo di Ken Follett, pubblicato nel 1976 con lo pseudonimo di Zachary Stone. È una storia gialla avventurosa ed è considerata, in genere, una delle sue opere minori.

## Trama
Una sorta di caccia al tesoro nel mondo dei falsari d'arte viene scatenata dal ritrovamento di un dipinto che si pensava perduto, realizzato da Amedeo Modigliani sotto l'effetto di droghe.
I protagonisti sono Dee Sleign e Charles Lampeth, una studentessa di storia dell'arte e il proprietario di una galleria d'arte sul lastrico.